# ブーツをぬいで朝食を (アルバム)
『ブーツをぬいで朝食を』（ブーツをぬいでちょうしょくを）は、西城秀樹の9枚目のオリジナル・アルバム。1978年2月25日にRCAから発売された。

## 解説
- 前作の『若き獅子たち』から1年3ヶ月ぶりに発売されたオリジナル・アルバムである。
- 発売当時のヒット曲「ブーツをぬいで朝食を」、「ボタンを外せ」が収録されている。

## 収録曲
| #   | タイトル                   | 作詞         | 作曲         | 編曲       |
| --- | -------------------------- | ------------ | ------------ | ---------- |
| A1. | 「ブーツをぬいで朝食を」   | 阿久悠       | 大野克夫     | 萩田光雄   |
| A2. | 「愛に走れ」               | 阿久悠       | 川口真       | 船山基紀   |
| A3. | 「射て」                   | 阿久悠       | 梅垣達志     | 梅垣達志   |
| A4. | 「NO」                     | 阿久悠       | 三木たかし   | 三木たかし |
| A5. | 「真実」                   | 阿久悠       | 梅垣達志     | 梅垣達志   |
| B1. | 「ボタンを外せ」           | 阿久悠       | 三木たかし   | 三木たかし |
| B2. | 「青年」                   | 阿久悠       | 川口真       | 船山基紀   |
| B3. | 「真夜中のピエロ」         | さいとう大三 | 手塚ともかず | 船山基紀   |
| B4. | 「忘れかけた愛をもう一度」 | 東海林良     | 梅垣達志     | 梅垣達志   |
| B5. | 「悪魔のように愛したい」   | 阿久悠       | 三木たかし   | 三木たかし |

## 復刻盤
- 1994年12月16日発売のCD『HIDEKI SAIJO EXCITING AGE'72 - '79』（11枚組）の中の1枚（8枚目)
- 2021年9月17日発売のGOH HOTODAによるデジタルリマスタリング盤（Blu-spec CD2、紙ジャケット仕様）